# Ville-d'Avray
Ville-d'Avray is een gemeente in het Franse departement Hauts-de-Seine (regio Île-de-France) en telt 11.415 inwoners (1999). De plaats maakt deel uit van het arrondissement Boulogne-Billancourt.

## Geografie
De oppervlakte van Ville-d'Avray bedraagt 3,7 km², de bevolkingsdichtheid is 3085,1 inwoners per km².
De onderstaande kaart toont de ligging van Ville-d'Avray met de belangrijkste infrastructuur en aangrenzende gemeenten.

## Demografie
Onderstaande figuur toont het verloop van het inwonertal (bron: INSEE-tellingen).

## Sport
Ville-d'Avray was twee keer etappeplaats in de wielerkoers Ronde van Frankrijk. In 1903 won de Fransman Maurice Garin er de slotrit van de eerste editie en 100 jaar later startte er een etappe.

## Geboren in Ville-d'Avray
- Arthur de Gobineau (1816 - 1882), schrijver, diplomaat en racist
- Boris Vian (1920-1959), Frans schrijver, dichter, zanger en musicus